# Musculus transversus perinei superficialis
Der Musculus transversus perinei superficialis („oberflächlicher querverlaufender Dammmuskel“)  ist ein quergestreifter Muskel des Beckenbodens und Damms (Perineum). Er entspringt am Sitzbeinhöcker (Tuber ischiadicum) und setzt am zentralen Sehnenspiegel des Beckenbodens an und verbindet sich dort mit dem Muskel der Gegenseite. Im Ansatzbereich liegt er vor dem Musculus sphincter ani externus und hinter dem Musculus bulbospongiosus. Mit diesen beiden Muskeln kommt es gelegentlich zu einer Überkreuzung der Muskelfasern.
Die Variation im Musculus transversus perinei superficialis ist relativ groß, gelegentlich ist er doppelt ausgebildet, in anderen Fällen fehlt er ganz. Innerviert wird er vom Nervus pudendus, welcher den Segmenten zwei bis vier des Kreuzteils des Rückenmarks entstammt.
Der Musculus transversus perinei superficialis dient der Stabilisierung des Beckenbodens.